# Gruß aus Österreich
Gruß aus Österreich ist eine Polka-Mazurka von Johann Strauss Sohn (op. 359). Das Werk wurde am 9. Juli 1873 im Blumensaal der Wiener Gartenbaugesellschaft erstmals aufgeführt.